# Radicaal 175
Van de in totaal 214 Kangxi-radicalen heeft radicaal 175 de betekenis fout. Het is een van de negen radicalen die bestaat uit acht strepen.
In het Kangxi-woordenboek zijn er 25 karakters die dit radicaal gebruiken.

## Karakters met het radicaal 175
| Strepen | Karakter |
| ------- | -------- |
| + 0     | 非       |
| + 4     | 靟 韮    |
| + 7     | 靠       |
| + 11    | 靡       |

Klein zegelkarakter